# Горизонтальная интеграция
Горизонтальная интеграция (горизонтальная концентрация) — объединение хозяйствующих субъектов одного и того же профиля посредством поглощения или получения контроля одной фирмой над другой, находящейся в той же отрасли промышленности и на той же ступени производства, что и поглощающая фирма.

## Определение
Согласно БСЭ горизонтальная концентрация — это процесс сосредоточения в рамках одной фирмы производства как однородной, так и технологически не связанной между собой продукции.
Согласно БРЭ горизонтальная экономическая интеграция — это объединение хозяйствующих субъектов одного и того же профиля.
Согласно Британнике горизонтальная интеграция — это форма организации бизнеса, в которой компания пытается полностью контролировать один из этапов производства или единую отрасль, что позволяет ей воспользоваться преимуществами экономии на масштабе, но приводит к снижению конкуренции. При этом происходит горизонтальное слияние бизнеса, то есть когда обе компании производят один и тот же товар или услугу для одного и того же рынка.

## Пример
К примеру, один автопроизводитель берёт под контроль другого автопроизводителя; в данном случае они находятся на одной ступени производства и в одной и той же отрасли промышленности. Монополия, созданная посредством горизонтальной интеграции, называется горизонтальной монополией.